# Agnsjön (Ås socken, Småland)
Agnsjön är en sjö i Gislaveds kommun i Småland och ingår i Lagans huvudavrinningsområde. Sjön är 1,4 meter djup, har en yta på 0,326 kvadratkilometer och är belägen 160,1 meter över havet.

## Delavrinningsområde
Agnsjön ingår i det delavrinningsområde (633076-137211) som SMHI kallar för Mynnar i Lillån. Avrinningsområdets medelhöjd är 159 meter över havet och ytan är 14,4 kvadratkilometer. Räknas de 2 delavrinningsområdena uppströms in blir den ackumulerade arean 23,06 kvadratkilometer. Vattendraget som avvattnar avrinningsområdet har biflödesordning 4, vilket innebär att vattnet flödar genom totalt 4 vattendrag innan det når havet efter 144 kilometer. Delavrinningsområdet består mestadels av skog (49 procent), öppen mark (13 procent), jordbruk (16 procent) och sankmarker (17 procent). Avrinningsområdet har 0,37 kvadratkilometer vattenytor vilket ger det en sjöprocent på 2,6 procent.